# Liste des évêques d'Urgell

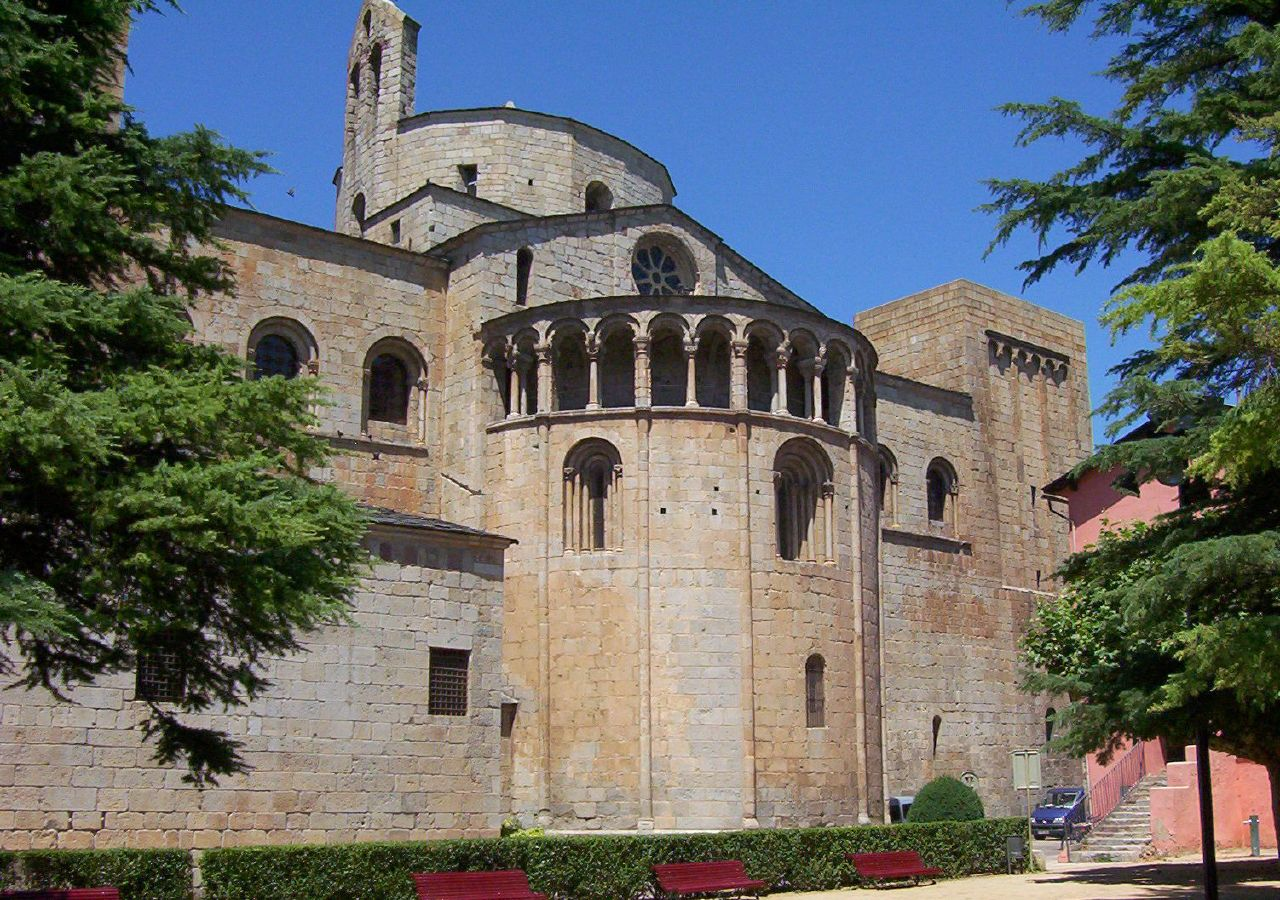
Cathédrale Sainte-Marie, à la Seu d'Urgell, siège de l'évêque d'Urgell.

Ceci est la liste des évêques d'Urgell, qui ont administré le diocèse d'Urgell de sa création, en 527, à aujourd'hui. La Seu d'Urgell, siège de l'évêché est une cité de Catalogne en Espagne.
L'évêque d'Urgell est aussi coprince d'Andorre depuis 1278.

## Liste des évêques

### Moyen Âge
- saint Juste Ier (avant 527-546)
- Epigan (vers 550)
- Marcel Ier (vers 570)
- Simplicius (589-599)
- Gabila (vers 604)
- Rénier (vers 633)
- Meurell (653-665)
- Leudéric Ier (665-683)
- Hyacinthe ? (672-680?)
- Leubéric (683-693)
- Urbicius (693-704)
- Marcel II (704-721)
- Juste II (721-733)
- Anambad (?-731)
- Leudéric II (732-754)
- Étienne (754-765)
- Dotilan (765-783)
- Félix (783-792, 1er épiscopat)
- Randolf (792-798)
- Félix (798-799, 2e épiscopat)
- Leidrade (799-806)
- Possedoni (814-823)
- Sisebut (833-840)
- Florent (840-850)
- Béat (850-857)
- Guisad Ier (857-872)
- Goldéric (872-885)
- Esclua (885-892)
- Ingobert (893-900)
- Nantigis (900-914)
- Trigilbert (914)
- Radulf de Barcelone (914-940)
- Guisad Ier (940-981)

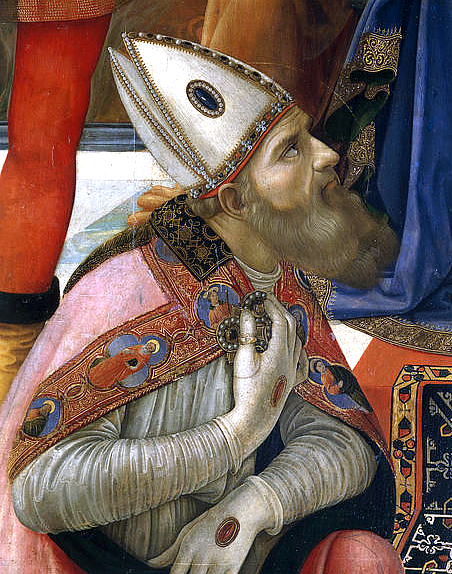
Saint Juste, premier évêque d'Urgell (par Domenico Ghirlandaio, 1484).

- Salla (981-1010), fils du vicomte de Conflent[1]
- saint Ermengol d'Urgell (ou Armengol) (1010-1035), neveu du précédent,
- Eribau (1036-1040)
- Guillaume Guifred de Cerdagne (1041-1075), fils de Guifred II, comte de Cerdagne[2]
- Bernard Guillaume (1076-1092)
- Guillaume Arnaud de Montferrer (1092-1095)
- Foulques II de Cardona (1092-1096)
- saint Odon (1095-1122)
- Pierre Béranger (1123-1141)
- Bernard Sanche (1142-1163)
- Bernard Roger (1163-1167)
- Arnaud de Preixens (1167-1195)
- Bernard de Castelló (1195-1198)
- Bernard de Vilamur (1199-1203)
- Pierre de Puigvert (1204-1230)
- Pons de Vilamur (1230-1255)
- Abril Peláez Peláez (1257-1269)
- Pierre d'Urtx (8 septembre 1278-12 janvier 1293), premier coprince d'Andorre
- Guillaume de Montcada (ca) (19 décembre 1295-3 novembre 1308)
- Ramon Trebailla (ca) (29 juillet 1309-12 mai 1326)
- Arnau de Llordat (ca) (Arnau Guillem de Llordà) (27 juin 1326-3 octobre 1341)
- Pierre de Narbonne (17 décembre 1341-1347/8)
- Nicola Capocci (Niccolò dei Monti Capocci) (13 juin 1348-17 décembre 1350)
- Hugues Desbach (25 octobre 1351-20 février 1361)
- Guillaume Arnaus de Patau (12 janvier 1362- ? juillet 1364)
- Pierre de Luna (10 février 1365-1370)
- Bérenger d'Erill et de Pallars (20 septembre 1370-? mai 1387)
- Galcerand de Vilanova (11 mars 1388-15 avril 1415)
- François de Tovia (15 novembre 1415- 14 avril 1436)
- Arnaud Roger de Pallars (19 juillet 1437-16 août 1461)
- Jacques de Cardona (23 septembre 1461-1er décembre 1466)
- Rodrigo Borgia (27 novembre 1467-11 décembre 1472)
- Pierre de Cardona (11 décembre 1472-8 janvier 1515), nommé archevêque de Tarragone

### Période moderne
- Joan Despés (18 avril 1515-24 octobre 1530)

siège vacant (1530-1532)
- Pedro Jordán de Urries (15 mai 1532-10 janvier 1533)
- Francisco de Urries (8 juin 1534-26 octobre 1551)
- Miquel Despuig (22 octobre 1552-13 avril 1556)
- Joan Pérez García de Oliván (24 avril 1556-23 septembre 1560)
- Pere de Castellet (8 août 1561-1er février 1571)
- Joan Dimes Loris (9 juin 1572-4 juillet 1576)

siège vacant (1576-1577)
- Miquel Jeroni Morell (21 février 1577-23 août 1579)
- Hugó Ambrós de Montcada (9 mai 1580-8 décembre 1586)

siège vacant (1586-1588)
- Andreu Capella (29 janvier 1588-22 septembre 1609)
- Bernat de Salbà i de Salbà (7 juillet 1610-24 février 1620)

siège vacant (1620-1622)
- Luis Díez de Aux y Armendáriz (2 août 1622-3 janvier 1627)
- Antonio Pérez (3 septembre 1627-21 février 1632)

siège vacant (1632-1634)
- Pau Duran (7 mai 1634-18 février 1651)

siège vacant (1651-1655)
- Juan Manuel de Espinosa (23 juin 1660-? janvier 1664), nommé archevêque de Tarragone

siège vacant (1664)
- Melcior Palau i Boscà (9 septembre 1664-29 avril 1670)

siège vacant (1670-1671)
- Pere de Copons i de Teixidor (5 mai 1671-16 mars 1681)

siège vacant (1681-1682)
- Joan Desbach Martorell (13 juin 1682-16 août 1688)

siège vacant (1688-1689)
- Oleguer de Montserrat Rufet (8 juillet 1689-10 octobre 1694)

siège vacant (1694-1695)
- Julià Cano Thebar (4 juillet 1695-17 janvier 1714)
- Simeó de Guinda y Apeztegui (17 septembre 1714-27 août 1737)

siège vacant (1737-1738)
- Jordi Curado y Torreblanca ( 5 mai 1738-12 mai 1747)
- Sebastià de Victoria Emparán y Loyola (15 mai 1747-2 octobre 1756)

siège vacant (1756-1757)
- Francesc Josep Catalán de Ocón (6 mai 1757-8 septembre 1762)

siège vacant (1762-1763)
- Francesc Fernández de Xátiva y Contreras (10 mai 1763-22 avril 1771)

siège vacant (1771-1772)
- Joaquín de Santiyán y Valdivielso (7 janvier 1772-15 mai 1779)

siège vacant (1779-1780)
- Juan de García y Montenegro (27 novembre 1780-23 mai 1783)

siège vacant (1783-1785)
- Josep de Boltas (31 mars 1785-8 décembre 1795)

siège vacant (1795-1797)
- Francesco Antonio de la Dueña y Cisneros (29 octobre 1797-23 septembre 1816)

### Époque contemporaine
siège vacant (1816-1817)
- Bernat Francés y Caballero (1817-1824)
- Bonifacio López Pulido (1824-1827), nommé évêque de Ségovie

siège vacant (1827-1828)
- Simó de Guardiola y Hortoneda (1828-1851)

siège vacant (1851-1853)

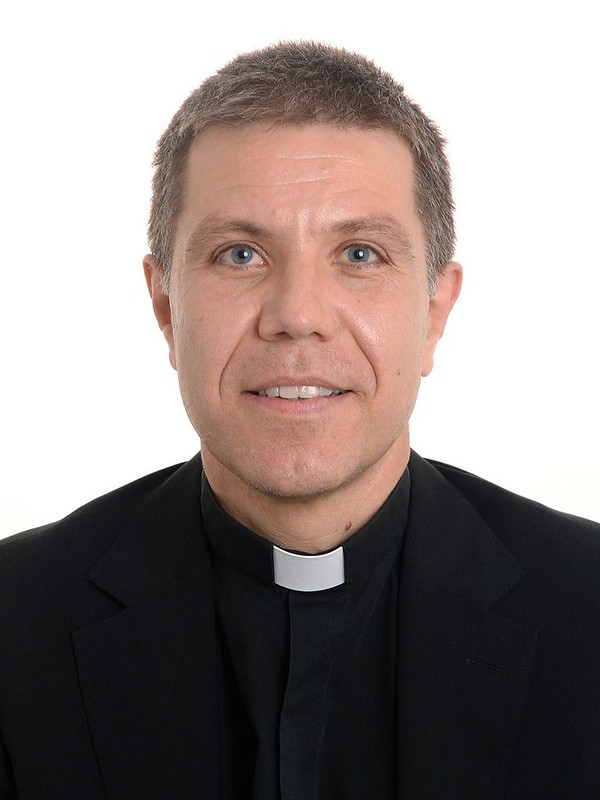
Josep-Lluís Serrano Pentinat, évêque d'Urgell depuis 2025.

- Josep Caixal i Estradé (1853-1879)
- Salvador Casañas i Pagés (1879-1901)
- Ramon Riu i Cabanes (1901)
- Toribio Martín, suppléant (1902)
- Juan José Laguarda y Fenollera (1902-1906), nommé évêque de Jaén
- Josep Pujargimzú, suppléant (1907)
- Juan Bautista Benlloch y Vivó (1907-1919)
- Jaume Viladrich, suppléant (1919-1920)
- Justí Guitart i Vilardebó (1920-1940)
- Ricardo Fornesa i Puigdemasa, suppléant (1940-1943)
- Ramon Iglesias y Navarri (1943-1969)
- Ramón Malla Call, suppléant (1969-1971)
- Joan Martí i Alanis (1971-2003)
- Joan-Enric Vives i Sicília (2003-2025), archevêque ad personam depuis 2010
  - Josep-Lluís Serrano Pentinat, évêque coadjuteur (2024-2025)
- Josep-Lluís Serrano Pentinat (depuis 2025)